# Келоїд

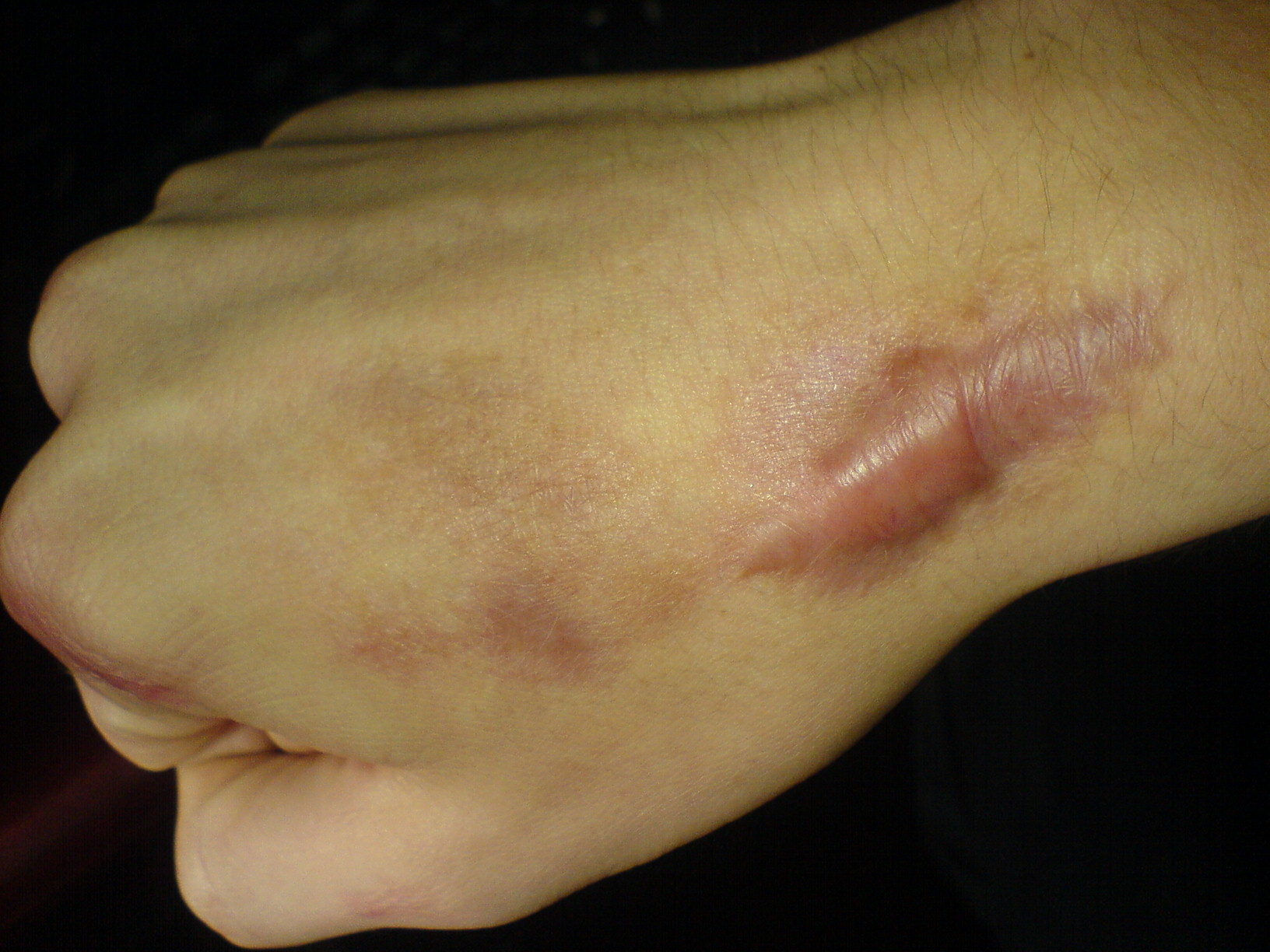
Келоїд

Келоїд (келоїдний рубець, патологічний рубець, грец. kele — пухлина та грец. éidos — вид; лат. keloid) — структурні зміни у епідермальному шарі шкіри людини після загоєння рани чи опіку. Особливий вид рубців, що впроваджуються в навколишні нормальні тканини.

## Історія
В перше келоїди були описані єгипетськими хірургами приблизно у 1700 році до нашої ери. Барон Жан-Луї Аліберт (1768-1837) визначив келоїдні як "єдине ціле" в 1806 році. Він назвав їх "cancroïde", пізніше зміни імені в "chéloïde", щоб уникнути плутанини з раком. Слово походить від грецького "χηλή", чолі, що означає "копито", чи у сенсі "крабова колишня", і суфікс "як". Протягом багатьох років, клініка барона Сен-Луїс за адресою Париж (Франція) була світовим центром для дерматології.[джерело?]
За всю історію лікування келоїдних і гіпертрофічних рубців було запропоновано велику кількість методик, які давали певний ефект, але не приводили до надійного вирішення проблеми. В даний час найбільш поширені види лікування гіпертрофічних і келоїдних рубців перелічені у розділі терапія.

## Класифікація
- Келоїд справжній (спонтанний) — виникає на візуально незміненій шкірі, виділяється на 5-8 мм над поверхнею шкіри, є білястого або рожевого кольору та щільної консистенції, з гладкою блискучою поверхнею.
- Помилковий келоїд — розвивається на місці рубця після травми (механічної, термічної, хімічної та ін) або гнійного захворювання (наприклад, фурункула). Його ріст зазвичай починається через 1-3 міс після епітелізації рани. Типовим є відсутність паралелізму між тяжкістю травми і виразністю келоїдних рубців, вони можуть виникати навіть після незначних ушкоджень (укол, укус комахи) і часто після опіку III-A ступеня.

## Етіологія та патогенез

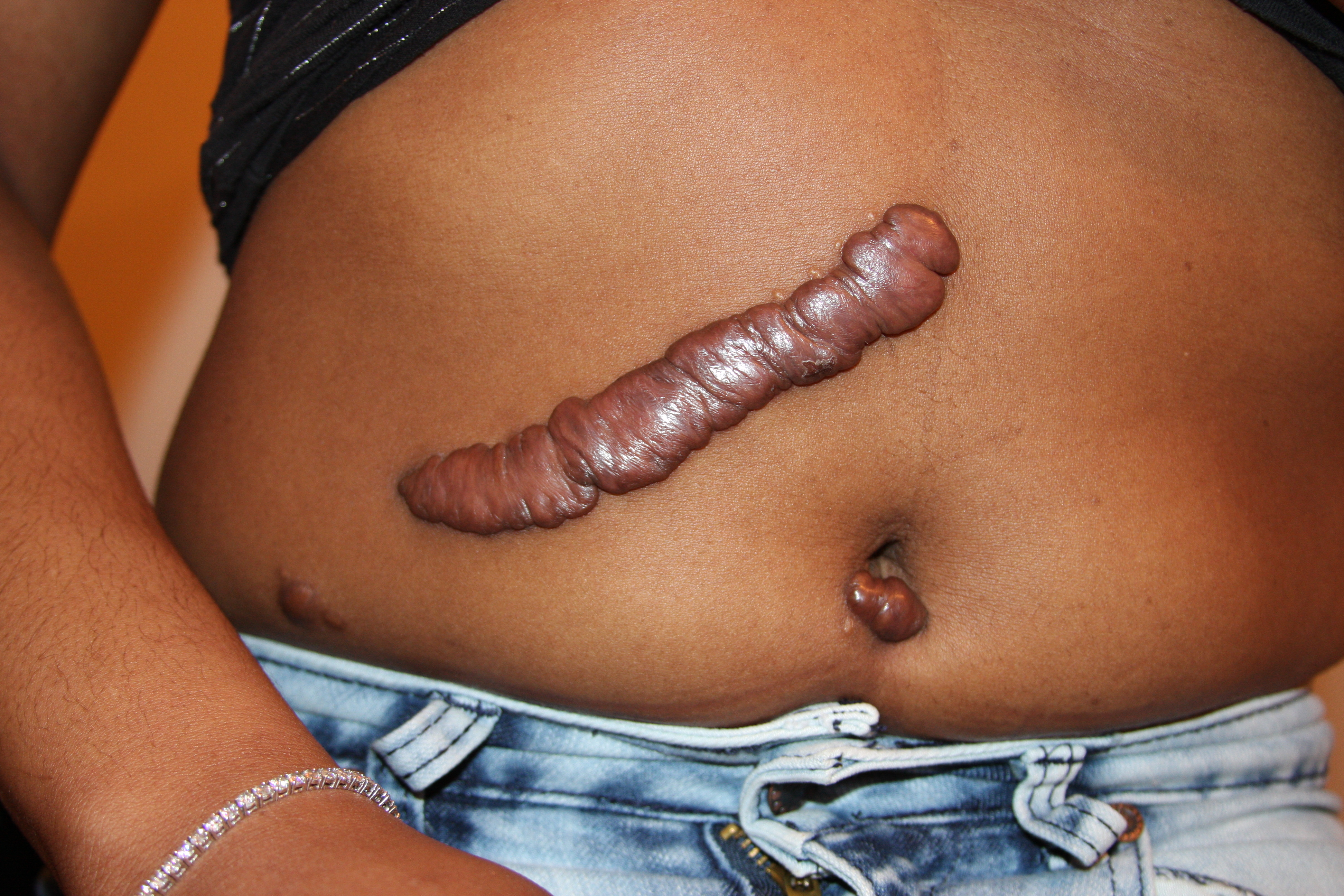
Післяопераційний келоїдний рубець

### Статеві особливості
Дуже часто келоїдні рубці розвиваються у дівчат та молодих жінок. Також до утворення келоїду схильні рубці в тих частинах тіла, в яких шкіра піддається сильному натягу. Досить часто схильність до виникнення келоїдних рубців передається спадково. У людей з темнішим кольором шкіри, келоїдні рубці виникають вдесятеро частіше.
У випадках відомої схильності необхідно особливо ретельне виконання дерматоскопії у дерматолога та профілактичних заходів з метою профілактики рубців.

### Фактори ризику, що спричиняють утворення
- Певні області тіла (область грудини, спина);
- Підвищений натяг шкіри;
- Темний колір шкіри;
- Молодий вік;
- Жіноча стать;
- Спадкова схильність;
- Гормони (естроген, тироксин).

[джерело?]

### Формування
Келоїд формується протягом тривалого часу після загоєння рани, зазвичай через 13 місяці після загоєння рани. Це обумовлено масивною надлишковою продукцією волокон сполучної тканини, яка продовжує рости у зоні рани, і проростає в здорову шкіру.

## Клінічні прояви
Пухлиноподібне розростання грубої волокнистої сполучної тканини шкіри.
При гістологічному дослідженні виявляють подовжені покручені пучки еозинофільно пофарбованого гіалінізованих колагену, витончення сосочків дерми і зниження еластичності волокон. 
Морфологічну основу келоїду становить надлишково зростаюча незріла сполучна тканина з великою кількістю атипових гігантських фібробластів, які тривалий час знаходяться у функціонально активному стані. 
У келоїдах мало капілярів, огрядних і плазматичних клітин. Зростання відбувається протягом декількох тижнів, іноді місяців, після чого розміри келоїд не змінюються до кінця життя пацієнта. 
Стабілізація стану келоїдних рубця зазвичай настає через 2 роки після його появи. Характерно, що келоїдні рубці практично ніколи не виразкуються.

### Стадії розвитку
1. Стадія епітелізації — означає, що травмовану ділянку покривається тонкою плівкою плоского епітелію, через 7-10 днів починає грубішати і злегка ущільнюється, колір його з рожевого стає більш блідим. У такому стані рубець знаходиться 2-2,5 тижні.
2. Стадія набухання — характеризується збільшенням рубця, хворобливістю при контакті з ним, рубець вже височить над рівнем шкіри. Через 3-4 тижні болючість зменшується, а почервоніння посилюється, набуваючи ціанистий (синюватий) відтінок.
3. Стадія ущільнення — рубець ущільнюється на всьому протязі, осередково покривається щільними бляшками, стає горбистим і зовні нагадує келоїд.

## Діагностика
- Біопсія;
- Дерматоскопія.

## Диференціальний діагноз
Келоїди диференціюють з гіпертрофічними рубцями, дерматофібромами, інфільтруючим базальноклітинним раком (підтверджується лише при біопсії).

## Лікування
Методи лікування:
- Хірургічне висічення;
- Лазерна обробка;
- Променева терапія;
- Мазева терапія;
- Компресія (тиск);
- Кріотерапія;
- Ін'єкційна терапія (внутрішньоосередкова) в перебігу 3-6 тижнів. (кортикостероїди; фізіологічний розчин в концентраціях від 5 до 40 мг / мл, триамцинолону ацетонід в розчині з простим лідокаїном (лігнокаіном); триамцинолону гексацетонід — важко виводиться організмом).
- Гормонотерапія (як місцева, так і загальна)